# 高山市役所
高山市役所（たかやましやくしょ）は、地方公共団体である岐阜県高山市の組織が入る施設（役所）。

## 概要
- 現在の庁舎は1994年（平成6年）6月24日に着工し、1996年（平成8年）8月31日に完成。
- 現在の高山市役所は3代目である。初代は1936年（昭和11年）11月に高山市の発足時に旧・大野郡高山町役場を転用した庁舎。2代目は1968年（昭和43年）に高山市馬場町2丁目に新築移転した庁舎である。初代庁舎の建物は現存し、高山市政記念館として使用されている。2代目庁舎は取り壊され、跡地は高山市図書館「煥章館」になっている。
- 高山市保健センター（地上3階建、1996年（平成8年）8月31日完成）を併設する。高山市役所と高山市保健センターは3階の連絡通路で結ばれており、市役所の一部の組織が入っている。

## 業務時間
- 月曜日から金曜日の8時30分から17時15分（土曜日・日曜日・祝日・年末年始を除く）

## 業務内容

### 本庁舎
6階
- 農務課
- 林務課
- 畜産課
- 高山市土地開発公社

5階
- 議場

4階
- 市長室
- ブランド戦略課
- 危機管理課
- 選挙管理委員会
- 企画課
- 広報情報課
- 総務課
- 財政課
- 管財課
- 行政経営課

3階
- 建築住宅課
- 維持課
- 都市計画課
- 建設課
- 学校教育課
- 教育総務課
- 文化財課
- 生涯学習課
- 協働推進課
- スポーツ推進課

2階
- 環境政策推進課
- 上水道課
- 生活環境課
- 税務課
- 海外戦略課
- 下水道課
- 商工課
- 観光課

1階
- 市民課
- 福祉課
- 子育て支援課
- 高年介護課

地下1階
- 食堂
- 大会議室（市民ホール）

### 高山市保健センター
3階
- 一般財団法人岐阜県市町村行政情報センター飛騨事務所

2階
- 高山市医師会

1階
- 健康推進課
- 医療課

## 支所
丹生川支所
- 岐阜県高山市丹生川町坊方2000番地　※旧・丹生川村役場の建物

清見支所
- 高山市清見町三日町305　※旧・清見村役場の建物

荘川支所
- 岐阜県高山市荘川町新渕430番地1

一之宮支所
- 岐阜県高山市一之宮町3100　※旧・宮村役場の建物

久々野支所
- 岐阜県高山市久々野町無数河580-1　※高山市久々野多目的センター内

朝日支所
- 岐阜県高山市朝日町万石800

高根支所
- 岐阜県高山市高根町上ケ洞428

国府支所
- 岐阜県高山市国府町広瀬町880-1　※こくふ交流センター内

上宝支所
- 岐阜県高山市上宝町本郷540　※旧・上宝村役場の建物

## 交通アクセス
- 高山本線「高山駅」下車、徒歩約15分。
- のらマイカー中心エリア「市役所」バス停より徒歩すぐ。